# 18 thermidor
18 messidor 18 fructidor
L'octidi 18 thermidor, officiellement dénommé jour de l'amande, est le 318e jour de l'année du calendrier républicain.
C'était généralement le 5e jour du mois d'août dans le calendrier grégorien.